# Artur Dawtjan (Turner)
Artur Dawtjan (armenisch Արթուր Դավթյան, engl. Umschrift: Artur Davtyan, * 8. August 1992 in Jerewan) ist ein armenischer Turner. Er ist Mitglied der armenischen Nationalmannschaft für Geräteturnen. Dawtjan ist europäischer Jugendmeister, hat beim World Cup eine Silbermedaille gewonnen und an den Olympischen Sommerspielen 2012 in London teilgenommen. 2024 gewann er die Olympische Silbermedaille im Sprung.

## Leben

### Jugendmeister
Arthur Dawtjan wurde am 8. August 1992 in Jerewan geboren. 1998 begann er mit dem Turnen. Seit 2008 ist er Mitglied der armenischen Turn-Nationalmannschaft.
2009 kam er beim Europäischen Olympischen Sommer-Jugendfestival in Tampere, Finnland, zusammen mit Wahan Vardanjan und Arthur Towmasjan im armenischen Team auf den 6. Platz. In der Einzelwertung erreichte Dawtjan ebenfalls den 6. Platz in der Gesamtwertung und den 7. Platz beim Sprung, den 6. Platz am Barren und den 9. Platz an den Ringen. Ein Jahr später, bei den Europäischen Jugendmeisterschaften in Birmingham belegten Dawtjan mit einer Wertung von 15,462 den ersten Platz beim Sprung. Außerdem kam er an den Ringen auf den 4. Platz (13,975) und auf den 9. Platz am Stufenbarren und den 7. Platz am Pauschenpferd.

### Erwachsenenwettbewerbe
Dawtjan trat erstmals 2011 in den Wettkämpfen der Erwachsenen an, in der Einzelwertung bei den Turn-Europameisterschaften 2011 in Berlin, wo er in allen Disziplinen antrat. Als jüngster Teilnehmer im Gesamtwettbewerb kam Dawtjan auf den 20. Platz. Seine beste Einzelwertung war der 14. Platz beim Sprung.
Im Januar 2012 konnte er sich in London für die Olympischen Sommerspiele 2012 qualifizieren.
Im März 2012 kam er im Turn-Weltcup in Doha auf den 2. Platz im Sprung und den 4. am Pauschenpferd. Er erhielt daraufhin den Aspire Academy Award zusammen mit Diana Bulimar.
Bei den Turn-Europameisterschaften 2012 in Montpellier erreichte er in der Gesamtwertung den 5. Platz. Bei den Olympischen Sommerspielen in London erlitt er eine Verletzung und kam nicht über die Qualifizierung hinaus.
Bei den Turn-Europameisterschaften 2013 in Moskau gewann der Bronze im Sprung.
Im März 2020 erlitt er ein Rückenverletzung.
Bei den 2021 in Tokio ausgetragenen Olympischen Spielen gewann er die Bronzemedaille im Sprung. Drei Jahre später, bei den Olympischen Spielen 2024 in Paris, gewann er die Silbermedaille am gleichen Gerät.

## Familie
Artur ist der Bruder von Wahagn Dawtjan. Er tritt mittlerweile für den KTV Obere Lahn an und ist verheiratet mit Anahit Shegunts.